# Canal it up
Canal it up (ook geschreven als Canal It Up) is een Brusselse organisatie zonder winstoogmerk die zich inzet voor een proper kanaal Brussel-Charleroi. In 2019 werd de organisatie opgericht door Pieter Elsen. Ondertussen bestaat Canal It Up uit een team van 4 begeleiders die onder het motto "Wij willen een proper en plastic-vrij Brussels kanaal waar de natuur ook een plaats heeft" te werk gaan. Als sensibiliseringscampagne wordt er, met behulp van vrijwilligers, met drie kajakken op het kanaal gevaren om het ronddrijvende afval eruit te vissen.

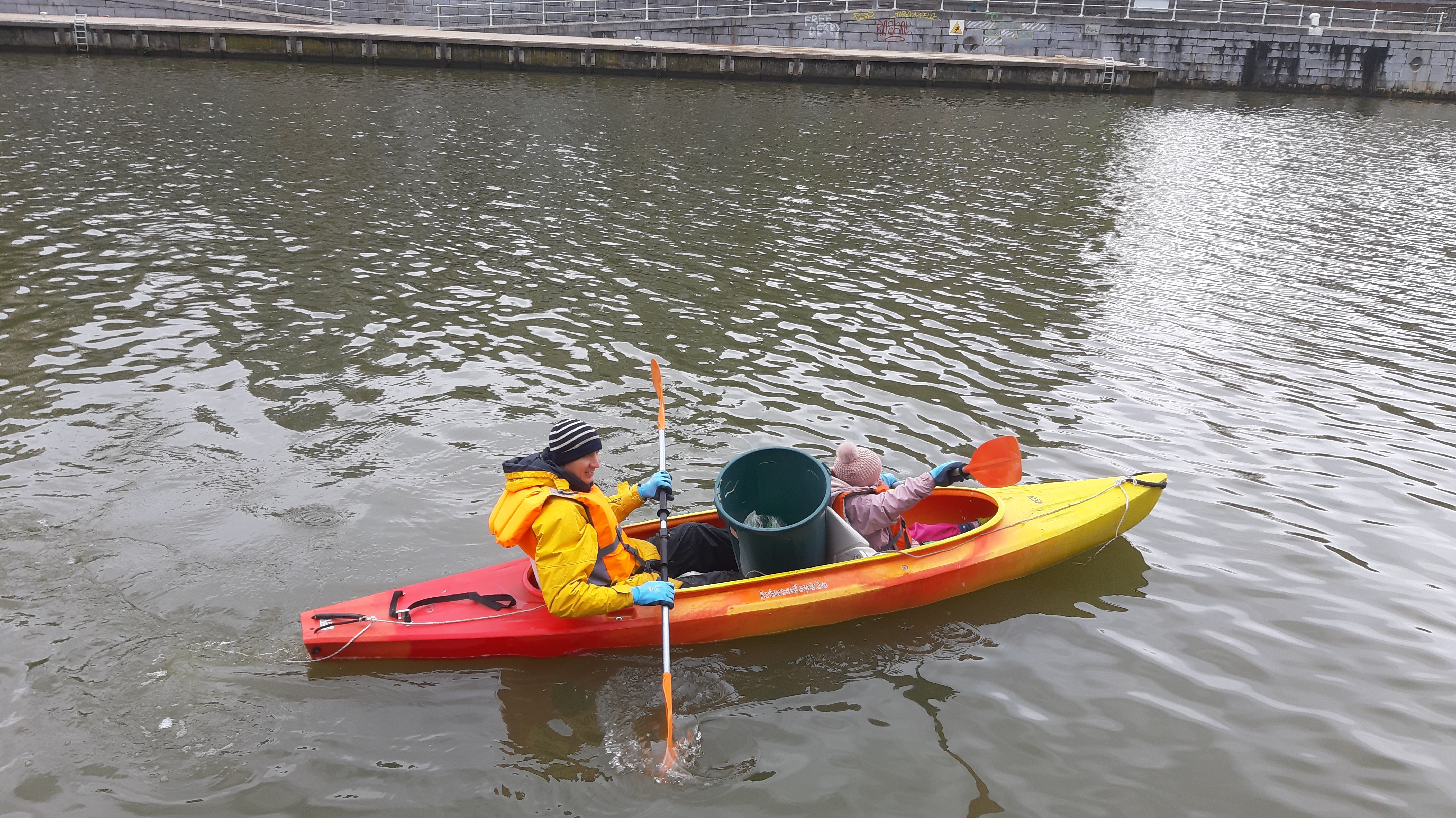
Vrijwilligers in actie aan de Akenkaai in Brussel voor Canal It Up

## Projecten en acties
Het kanaal in Brussel kampt met afval, een slechte waterkwaliteit en een gebrek aan groen en habitat voor de dieren van het kanaal. Canal It Up wil hier verandering in brengen.
Naast de kajaktochtenactie zal er ook een afvalbarrière geïnstalleerd worden aan de sluis van Sint-Jans-Molenbeek. Deze heeft als doel om het afval tegen te houden en naar een centraal punt te laten drijven, zodat het daar opgehaald kan worden.
Het volgende project is het creëren van drijvende groene eilanden langs het kanaal. Deze zullen habitatten vormen voor de vogels boven water en de vissen onder water. De planten op het eiland, waarvan de wortels zich in het water bevinden, zouden ook een zuiverend effect hebben op het water om zijn kwaliteit te filteren.  

## Media
In januari 2020 schreven verschillende milieuorganisaties waaronder Canal It Up, Greenpeace Brussels, Natuurpunt Brussels, WWF, BRAL … een open brief naar Brussels minister van Leefmilieu, Alain Maron. De brief heeft betrekking op de lozingen van Brussels rioolwater in de Zenne en het kanaal. In de brief wordt gevraagd om het aantal ‘overstortmomenten’ vanuit riolen in de waterlopen te beperken.
In de zomer van 2020 maakte de organisatie ook deel uit van het initiatief "Staycation BXL: vakantie in eigen stad", gesubsidieerd door de Vlaamse Gemeenschapscommissie.
Canal It Up verscheen in februari 2021 in de zesde aflevering over Brussel in de Vlaamse serie "Reizen Waes".